# Bataille d'Elbistan
 (avril 2017).
Si vous disposez d'ouvrages ou d'articles de référence ou si vous connaissez des sites web de qualité traitant du thème abordé ici, merci de compléter l'article en donnant les références utiles à sa vérifiabilité et en les liant à la section « Notes et références ».
Campagnes mameloukes en Anatolie
La bataille d'Elbistan oppose les Mongols il-khanides et les Mamelouks d’Égypte du 15 au 18 avril 1277. Cette défaite pour les Mongols marque la fin de leur domination sur l’Anatolie.

## Le contexte
Les Mongols ont pris possession de l’Anatolie aux dépens des Seldjoukides de Roum après la victoire de Baïdju à la bataille de Köse Dağ en juin 1243. L’Anatolie est dominée par de multiples souverains locaux qui se déclarent vassaux des Mongols, c’est l’époque des beylicats. Certains de ces souverains musulmans cherchent l’alliance avec la grande puissance musulmane de l’Égypte mamelouke. Depuis la cuisante défaite des Mongols à Aïn Djalout en 1260 contre Baybars, ceux-ci n’apparaissent plus comme invincibles. Baybars a déjà fait plusieurs incursions en Cilicie, ravageant le royaume arménien de Cilicie, fidèle allié des Mongols[réf. nécessaire].
En 1265, le sultan de Roum le vizir Mu`in ad-Dîn Suleyman dit « Pervâne » se constitue une petite principauté personnelle en conquérant Sinope. Sans doute à son instigation, le sultan seldjoukide de Roum Kılıç Arslan est assassiné[réf. nécessaire]. Pervâne est tenté de placer son fils de trois ans sur le trône des sultans. Il préfère épouser la veuve de Kılıç Arslan et pouvoir exercer les fonctions de régent auprès du jeune Ghiyâth ad-Dîn Kay Khusraw qu’il nomme sultan bien qu'il ait moins de trois ans. Ce ministre intrigant semble bien avoir noué des relations secrètes avec Baybars qu’il invite sans doute à délivrer le pays de la tutelle mongole.
L’il-khan mongol Abaqa est occupé par les incursions djaghataïdes au nord-est de ses territoires, ce qui le tient éloigné de l’Anatolie (1269-1270). Vers mai 1270, le djaghataïde Baraq vainc un frère d’Abaqa à Hérat. Il occupe la province et oblige le prince Chams al-Dîn Kert d’Hérat à venir lui rendre hommage à Nishapur et à payer un tribut. Abaqa vient alors depuis l’Azerbaïdjan et inflige à Baraq une sévère défaite près d’Hérat (22 juillet 1270). Baraq se replie en Transoxiane et appelle à son aide son suzerain Qaïdu qui arrive avec 20 000 hommes. Baraq meurt peu après, Qaïdu donne le trône à Douwa, fils de Baraq. Abaqa, vient se venger de l’agression de 1270. À la fin de 1272 il envoie au Khwarezm et en Transoxiane une armée qui saccage Ourguentch et Khiva et entre dans Boukhara le 29 janvier 1273. Pendant sept jours tout est pillé et brûlé et la partie de la population qui n’avait pas pris la fuite est décimée[réf. nécessaire]. En rentrant en Perse l’armée houlagide ramène 50 000 captifs.
En 1275, Baybars pille les principales villes du royaume arménien de Cilicie : Sis (Kozan), Adana, Tarse, Lajazzo (Yumurtalık).

## La bataille
Baybars part du Caire à la tête de son armée. Il arrive à Alep en trente-huit jours. Il envoie un détachement sur les rives de l’Euphrate avec la mission d‘empêcher les troupes mongoles de le franchir. D’Alep, le sultan passe à Aïntab (Gaziantep). Il envoie en avant-garde le général Sunqur al-Achqar qui doit affronter un corps de 3 000 mongols qu’il met en déroute. Baybars se dirige vers les rives du Ceyhan où s’était concentrée l’armée mongole avec des troupes du sultanat de Roum. Il trouve l’armée mongole rangée en ordre de bataille dans la plaine d’Elbistan[réf. nécessaire]. La cavalerie mongole est formée de onze corps de mille hommes. Les troupes turques sont séparées des troupes mongoles. À ces deux groupes s‘ajoute une troupe de 3 000 géorgiens. La bataille débute le 16 avril 1277 par temps froid.
L’aile gauche mongole charge le centre de l’armée mamelouke où se trouve l’étendard du sultan et le repousse vers l’aile droite. L’aile gauche des égyptiens est aussi bousculée. Baybars envoie du soutien à son aile droite qui parvient à se reprendre, puis il charge sur toute la ligne. Les mongols mettent pied à terre pour pouvoir mieux viser les adversaires avec leurs arcs. Ils ne peuvent cependant pas résister à l’avance de l’armée mamelouke. L’armée mongole est en déroute et les mamelouks exterminent les fuyards. Les Géorgiens laissent deux mille hommes sur le champ de bataille. Baybars installe son camp sur le champ de bataille et fait tuer tous les prisonniers mongols, il épargne quelques officiers et épargne aussi les turcs du sultanat de Roum tout en leur faisant le reproche d’avoir combattu aux côtés des infidèles. Baybars fait enterrer la plupart des Mamelouks tombés pendant le combat afin qu’on puisse croire qu’il y a eu peu de victimes égyptiennes pendant cette bataille, il laisse les cadavres des Mongols sur place[réf. nécessaire]. Parmi les prisonniers se trouvent le fils de Mu`in ad-Dîn Suleyman « Pervâne » et sa mère. Sunqur al-Achqar reçoit l’ordre de les ramener à Kayseri et de les remettre aux magistrats de la ville.

## Après la bataille
Baybars part vers Kayseri et traverse des régions dévastées. Il reçoit l’allégeance de trois commandants de places fortes. Baybars est accueilli favorablement par la population de Kayseri. Au palais, Baybars reçoit toutes les notabilités de la ville, il fait distribuer à ses officiers les richesses laissées là par le Pervâne. Celui-ci envoie de Tokat un message de félicitations. Il s’était enfui du champ de bataille d’Elbistan alors qu’il commandait les troupes seldjoukides vassales des mongols. Il était alors allé à Kayseri pour inciter le sultan Ghiyâth ad-Dîn Kay Khusraw à quitter la ville et à se réfugier à Tokat, mais son épouse était morte en chemin. Baybars, dans sa réponse au Pervâne, lui demande de venir à Kayseri pour y prendre le gouvernement de l’Anatolie. Pervâne demande un délai de réflexion de deux semaines, mais Baybars part de Kayseri le 28 avril. Il espérait être soutenu par les princes musulmans, mais ceux-ci restaient sur la réserve craignant la vengeance d’Abaqa[réf. nécessaire]. Baybars fait tuer des chrétiens en particulier des Arméniens et commande à l’un de ses généraux d’aller châtier les habitants de Roman qui avaient abrité une troupe mongole. Les Mamelouks tuent les hommes et mettent en captivité les femmes et les enfants.
Pendant son séjour à Kayseri, Baybars reçoit la visite d’un karamanide qui lui demande des lettres d’investiture pour lui et ses frères. Le bey karamanides Shams al-Dîn Muhammad Ier (Şemseddin Mehmed Ier) essaie de prendre Konya à la tête de 3 000 cavaliers. La ville lui ferme ses portes. Shams al-Dîn Muhammad arbore alors les étendards de Baybars que son frère lui a envoyé[réf. nécessaire]. Il prend la ville puis la citadelle (fin mai 1277). À la nouvelle de cette défaite, le khan mongol Abaqa accourt en Anatolie (juillet 1277). À Konya, Shams al-Dîn Muhammad apprend l’arrivée d’Abaqa en Anatolie, il quitte la ville avec ses Turcomans pour se retirer dans ses montagnes après avoir été maître de cette capitale pendant trente sept jours.

### Répression d’Abaqa
Abaqa est parti de Tabriz dans le courant du mois de juillet. Il suit les traces de Baybars et verse des larmes à l'aspect du champ de bataille d’Elbistan couvert de cadavres mongols et voit avec surprise le petit nombre des morts seldjoukides et égyptiens. Dans sa colère il exécute plusieurs généraux seldjoukides qu’il considère comme les premiers auteurs de ce désastre. Il reproche au Pervâne qui l’accompagne de ne l’avoir pas informé plus exactement de la force de l armée égyptienne. Le Khan ayant examiné le champ de bataille dit que l’armée qu’il avait avec lui était moins nombreuse que celle de l’ennemi et cependant il avait trente mille hommes. Ses troupes se répandent sur son ordre dans le pays entre d’Erzurum jusqu’à Kayseri qu’elles mettent à feu et à sang. En une semaine deux-cent-mille personnes sont tuées, mais les chrétiens sont épargnés. De retour dans sa résidence d’été à Alatag[réf. nécessaire]. Abaqa traduit Pervâne devant un conseil de généraux qui le jugent coupable d’avoir fui devant l’ennemi, d’avoir trop tardé à informer Abaqa de l’invasion des mamelouks et de ne pas s’être rendu immédiatement auprès d’Abaqa après la défaite. Pervâne est condamné à mort et exécuté à Alatag le 23 juillet 1278. Abaqa le fait couper par le milieu du corps et ordonne que dans tous les mets qu’on lui servira on mette de la chair de Pervâne.

## Référencement